# 出雲益方
出雲 益方（いずも の ますかた、生没年不詳）は、奈良時代の豪族。出雲国造・出雲広嶋または出雲弟山の子。官位は外従五位上・出雲国造。

## 経歴
淳仁朝末の天平宝字8年（764年）出雲国造に任ぜられる。この時の位階は外従七位下であったが、『延喜式』に「凡そ初めて出雲国造に任ずる者、四階を進めて叙す」とあることから、益方も国造就任と同時に外従六位下に昇叙されたと想定される。
天平神護3年（767年）称徳天皇に出雲国造神賀詞を奏上し、この功労により外従六位下から四階昇進して外従五位下に叙せられるとともに、そのほかの祝部なども位階を進められ物を与えられた。翌神護景雲2年（768年）2月にも再び神賀詞を奏上して外従五位上に昇叙され、祝部の男女159人も爵一級を賜り、禄も与えられている。

## 官歴
『続日本紀』による。
- 時期不詳：外従七位下
- 天平宝字8年（764年） 正月20日：出雲国造、外従六位下か
- 天平神護3年（767年） 2月14日：外従五位下
- 神護景雲2年（768年） 2月5日：外従五位上

## 系譜
- 父：出雲広嶋[2]または出雲弟山
- 母：不詳
- 生母不詳の子女
  - 男子：出雲人長[2]
  - 男子：出雲門起または兼連[2]